# 橋本実久
橋本 実久（はしもと さねひさ）は、江戸時代後期の公家、公卿。羽林家の橋本家当主。官位は正二位、任参議、

## 系譜
- 父：橋本実誠
- 母：花山院常雅の娘
- 妻：家女房
  - 男子：橋本実麗（1809-1882）
  - 男子：裏辻公篤（1824-1828）
  - 男子：小倉長季（1839-1881）
  - 女子：橋本経子（1826-1865）（仁孝天皇典侍、和宮生母・観行院）
  - 女子：橋本婉子
  - 女子：橋本久子